# Løgten
 For alternative betydninger, se Løgten (flertydig). (Se også artikler, som begynder med Løgten)
Løgten eller Løgten-Skødstrup er en stationsby i Østjylland med 8.607 indbyggere  (2025), beliggende i Skødstrup Sogn som satellitby knap 18 kilometer fra Aarhus C. Løgten ligger i Aarhus Kommune og hører til Region Midtjylland. I det større lokalsamfund Skødstrup-Løgten er der 9.516 indbyggere den 1. april 2019.
Byens tætte placering på skov, strand, storbyen Aarhus samt dens infrastruktur med motorvej og jernbane (Djurslandmotorvejen på strækningen Skødstrup-Lisbjerg samt nærbane med stationer ved både Løgten S og Skødstrup S) har medvirket til en kraftig udbygning af hundredvis af nye huse.
Skødstrup, som oprindeligt bebyggelsesmæssigt var adskilt fra Løgten, har en af Danmarks ældste kirker, Skødstrup Kirke. I Løgten er der opført et højhus med 20 luksusboliger. Byggeriet er opført omkring en gammel silo, der har fået navnet Siloetten. Landsbyen Segalt ligger lige nord for byen og er bebyggelsesmæssigt, næsten vokset sammen med Løgten, her ligger Segalt Mølle, som er den eneste mølle med 6 vinger i Danmark.
Beliggenheden ved Grenaabanen og ikke så langt fra byen Mørke har givet inspiration til vendingen: "Hvis du glemmer Løgten, må du stå af i Mørke" (Skal læses "Hvis du glemmer lygten, må du stå af i mørke")
Danmarks næststørste slikproducent Carletti, kendt for bl.a. P-tærter, Skumbananer og Evers bolcher, er beliggende i Skødstrup.

## Historie

### Arkæologiske Fund
I det lille moseområde 'Hedelisker' mellem Skødstrup og Studstrup, er der gjort et særligt våbenofferfund fra jernalderen; et såkaldt votivfund. Våbnene blev ofret i slutningen af det 3. århundrede (år 200-300 e.kr.) og dermed tidsmæssigt sammenfaldene med lignende våbenofferfund fra Illerup Ådal. Det var en periode, hvor Østjyderne oplevede organiserede angreb østfra, sandsynligvis udgående fra det sydlige Norge og vestlige Sverige. Man har kendt til offerpladsen i mosen siden 1866, hvor de første undersøgelser blev foretaget.

I Løgten-Skødstrup-Studstrup området er der desuden registreret mange gravhøje fra oldtiden. Området er stadig aktuelt for udgravninger og der er gjort arkæologiske fund så sent som 2011 og 2012 af bl.a. boplads- og offeraktiviteter fra sen yngre bronzealder.

samt her i 2015 med fund af en ca. 20 årig kvinde, der var blevet ofret og en brosten belagt vej, begge fra jernalderen.
I 1875 blev byen beskrevet således: "Skjødstrup ved ovennævnte Landevei [fra Århus til Grenå og Ebeltoft], med Kirke, Præstegaard, Skole, 2 Veirmøller, Kro udenfor Byen, 2 Bagerier, Kjøbmandshandel, flere Haandværkere".
Omkring århundredeskiftet blev byen beskrevet således: "Skjødstrup, ved Landevejen, med Kirke, Præstegd., Skole, Forsamlingshus (opf. 1893), Fattiggaard (opf. 1879, Plads for 34 Lemmer), Lægebolig, Mølle, Bageri, Købmandshdl., Haandværksdrift, Jærnbanehpl. og Telefoncentralst."